# Focométrie
La focométrie consiste en la détermination expérimentale de la distance focale d'une lentille optique.

## Diverses méthodes focométriques
On peut citer :
- pour les lentilles convergentes :
  - la méthode d'autocollimation ;
  - la méthode de Bessel ;
  - la méthode de Silbermann ;
- pour les lentilles divergentes :
  - la méthode de Badal.